# Magneton (együttes)
A Magneton 1968-ban, Nagyváradon alapított hard rock együttes, mely 1986-ig volt aktív. Öt tagja közül egy román, négy magyar nemzetiségű. Két nagylemezük jelent meg, az első román, a második magyar nyelvű dalokat tartalmazott.

## Története
Az 1960–70-es években Nagyváradot élénk zenei élet jellemezte. 1968-ban alakult meg a két első nevesebb rockegyüttes, a Metropol és a Magneton. A Magnetont Dorel Borz basszusgitáros és Alexe Fodor dobos alapította; 1970-ben csatlakozott hozzájuk Bárány Sándor szólógitáros és énekes, Antal István énekes és gitáros, és Adrian Tăutu billentyűs. Kezdetben nagyváradi klubokban léptek fel szerzeményeikkel. Egy előadásuk alkalmával felfigyelt rájuk Boros Zoltán televíziós szerkesztő, és meghívta őket Bukarestbe, ahol több filmfelvételt készítettek. Ennek köszönhetően a Magneton országosan ismert lett, és több romániai városba is meghívták őket koncertet tartani.
Az együttes fénykora az 1980-as évek első felében volt: az Electrecord állami hanglemezkiadó kiadta két albumukat, melyek közül a Jó fiú leszek Dorel Borz visszaemlékezése szerint tizenkét hétig vezette az országos toplistát. Az Electrecord nyitott volt magyar lemezek elkészítésére és kiadására, hogy a hatalom így is erősítse a román-magyar barátság propagandáját. Mindezek ellenére számos akadály gördült az együttes elé: nem lehetett minőségi hangszerekhez jutni, a fellépések után nagyon kevés pénzt kaptak, a Securitate gyakran zaklatta őket dalszövegeik miatt, külföldi turnéról pedig szó sem lehetett. A kilátástalan helyzet miatt az együttes 1986-ban feloszlott; a rendszerváltás után sem alakultak újra, több tag külföldre költözött. Fodor Öcsi Magyarországon, Tăutu Adi Angliában, Antal Tóni Németországban él.[forrás?]
2013-ban és 2016-ban összeálltak egy-egy koncert erejéig.

## Nagylemezek
- Rock Express, Electrecord, 1982 (román nyelven)[1]
- Jó fiú leszek, Electrecord, 1984 (magyar nyelven)[1]